# Пол Смарт (яхтсмен)
Пол Смарт (англ. Paul Smart, 13 січня 1892 — 22 червня 1979) — американський яхтсмен.
Олімпійський чемпіон 1948 року в класі Зоряний.